# Phyllotreta fallaciosa
Phyllotreta fallaciosa là một loài bọ cánh cứng trong họ Chrysomelidae. Loài này được Heikertinger miêu tả khoa học năm 1941.